# Nathalie Piquion
Nathalie Piquion (* 18. September 1988) ist eine ehemalige französische Tennisspielerin.

## Karriere
Piquion begann relativ spät mit zehn Jahren das Tennisspielen und ihr bevorzugter Spielbelag war der Sandplatz. Sie spielte vorrangig Turniere des ITF Women’s Circuit, wo sie fünf Titel im Einzel und zwei im Doppel gewinnen konnte.

## Turniersiege

### Einzel
| Nr. | Datum             | Turnier                    | Kategorie   | Belag     | Finalgegnerin | Ergebnis      |
| --- | ----------------- | -------------------------- | ----------- | --------- | ------------- | ------------- |
| 1.  | 14. Juni 2009     | Apeldoorn                  | ITF $10.000 | Sand      | Kiki Bertens  | 6:3, 6:2      |
| 2.  | 1. November 2009  | Vila Real de Santo António | ITF $10.000 | Sand      | Kinnie Laisné | 6:3, 7:5      |
| 3.  | 22. November 2009 | Kairo                      | ITF $25.000 | Sand      | Nanuli Pipiya | 6:3, 6:0      |
| 4.  | 10. Januar 2010   | St. Martin                 | ITF $10.000 | Hartplatz | Alizé Lim     | 7:64, 6:1     |
| 5.  | 15. Mai 2011      | Zagreb                     | ITF $25.000 | Sand      | Doroteja Erić | 6:3, 3:6, 6:1 |

### Doppel
| Nr. | Datum           | Turnier      | Kategorie   | Belag             | Partnerin   | Finalgegnerinnen                  | Ergebnis         |
| --- | --------------- | ------------ | ----------- | ----------------- | ----------- | --------------------------------- | ---------------- |
| 1.  | 27. Januar 2007 | Grenoble     | ITF $10.000 | Hartplatz (Halle) | Brandy Mina | Karolina Kosińska Stephanie Rizzi | 1:6, 7:5, 6:4    |
| 2.  | Januar 2010     | Saint-Martin | ITF $10.000 | Hartplatz         | Brandy Mina | Anne-Valerie Evain Bianca Nocella | 4:6, 6:1, [10:5] |